# Anthony McCarten

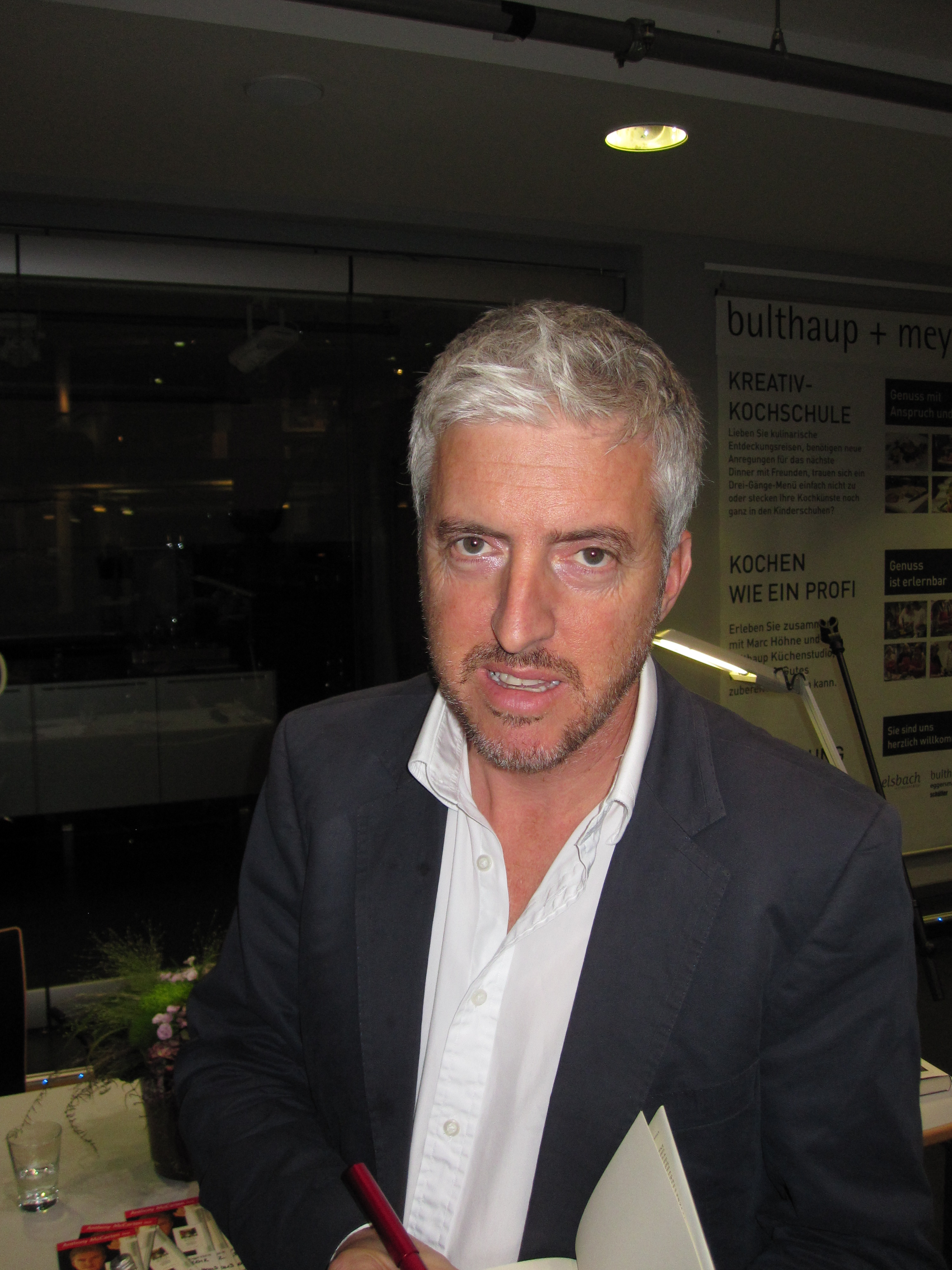
Der neuseeländische Autor Anthony McCarten bei einer Lesung in Herford im September 2012.

Anthony McCarten (* 28. April 1961 in New Plymouth) ist ein neuseeländischer Schriftsteller, Dramatiker, Drehbuchautor und Filmproduzent.

## Leben und Karriere
McCarten wurde 1961 in New Plymouth geboren und wuchs dort auf. Dort besuchte er auch das Francis Douglas Memorial College. Er arbeitete einige Jahre als Reporter des Taranaki Heralds, bevor er an der Massey University und der Victoria University of Wellington Kreatives Schreiben studierte.
Im Jahr 1987 schrieb er gemeinsam mit seinem Freund Stephen Sinclair das Theaterstück Ladies’ Night, mit dem sie internationalen Erfolg hatten: Ladies' Night wurde in 12 Sprachen übersetzt und gewann 2001 den Molière-Preis. McCarten schrieb weitere 12 Theaterstücke, mehrere Drehbücher, einen Gedichtband, Kurzgeschichten und fünf Romane.
Zu Beginn der 1990er Jahre spielte er eine kleine Rolle in einem Zombiefilm von Peter Jackson.
Seit 2008 arbeitet McCarten erfolgreich als Drehbuchautor und Filmproduzent. Für seine Filme Die Entdeckung der Unendlichkeit (2015) und Die dunkelste Stunde (2017) wurde er jeweils zweimal für einen Oscar nominiert und gewann zwei British Academy Film Awards. Beide Filme basieren auf seinen Romanen, die er selbst adaptierte und produzierte.
Im Jahr 2019 erschien die Verfilmung seines Buches The Two Popes unter dem Titel Die zwei Päpste mit Anthony Hopkins und Jonathan Pryce in den Hauptrollen auf Netflix. Für sein Drehbuch erhielt er eine Golden-Globe-Nominierung in der Kategorie Bestes Drehbuch. In der vom Verlag als Sachbuch publizierten Veröffentlichung, berichtet der Autor im Vorwort über seine katholische Erziehung als Kind von in der vierten Generation eingewanderten Iren in Neuseeland. Im Buch porträtiert er die beiden Geistlichen in einem anekdotenhaften und flotten Stil auch mit ihren menschlichen Schwächen. Dabei bleibt kein Geheimnis, dass McCarten mehr mit Franziskus sympathisiert. In den Rezensionen zum Buch wird dieses auf Grund fehlender Seriosität abgelehnt (FAZ) oder als herausragend empfunden, welches auch kirchenferne Leserinnen und Leser begeistern könnte (Die Zeit).
2018 wurde McCarten in die Academy of Motion Picture Arts and Sciences berufen, die unter anderem jährlich die Oscars vergibt.
Im Jahr 2023 veröffentlichte mit Going Zero. McCarten einen Roman, welcher von der Literaturkritik erstmals als Thriller eingestuft wurde. So empfahl die New York Times das Buch als eines der besten Thriller des Jahres 2023. In der Handlung des Buches lobt ein Social Media Unternehmen einen Wettbewerb aus, in welchem 10 ausgewählte Teilnehmer über einen Zeitraum von 30 Tagen in jedem Fall von dem Unternehmen gefunden werden sollen, auch wenn diese versuchen sich zu verbergen. Diese Thematik von Privatsphäre und moderner Technologie wurde in den Rezensionen zum einen als unterhaltsam empfunden (Frankfurter Rundschau), aber es wird auch von eindimensionalen Personen sowie einer belehrenden Botschaft (Deutschlandfunk) berichtet. Der Roman konnte sich in seinem Erscheinungsjahr sieben Mal unter den Top-20 Büchern der Spiegel-Bestsellerliste platzieren und erreichte als höchste Platzierung den 19. Platz.
Roland Emmerich konnte ihn gewinnen, ein Drehbuch für eine Serie über Lawrence von Arabien zu schreiben.
McCarten wohnt in Los Angeles, London und München. Er hat drei Kinder.

## Werk

### Theaterstücke
- Invitation to a Second Class Carriage, 1984
- Yellow Canary Mazurka, 1987
- Ladies’ Night, 1987.
- Pigeon English, 1988
- Weed, 1990
- Via Satellite, 1991
- Hang on a Minute, Mate, 1992
- Ladies’ Night 2, 1992
- FILTH (Failed in London, Try Hong Kong), 1995
- Four Cities aka „Continental Breakfast“, 1996
- Brilliance, 2010
- Superhero, 2014
- Funny Girl, 2015
- Collaboration, 2022

### Drehbücher
- 1992: Nocturne in a Room (Kurzfilm)
- 1995: Fluff (Kurzfilm)
- 1999: Familienglück oder andere Katastrophen (Via Satellite)
- 2005: The English Harem (Fernsehfilm)
- 2008: Show of Hands
- 2011: Am Ende eines viel zu kurzen Tages (Death of a Superhero)
- 2014: Die Entdeckung der Unendlichkeit (The Theory Of Everything)
- 2017: Die dunkelste Stunde (Darkest Hour)
- 2018: Bohemian Rhapsody
- 2019: Die zwei Päpste (The Two Popes)
- 2022: Whitney Houston: I Wanna Dance with Somebody

### Romane
- Spinners. 1999 (dt. Liebe am Ende der Welt. Diogenes Verlag, Zürich 2011, ISBN 978-3-257-24208-9.)
- The English Harem. 2002 (dt. Englischer Harem. Diogenes Verlag, Zürich 2008, ISBN 978-3-257-23940-9.)
- Superhero. 2006 (dt. Superhero. Aus dem Englischen von Manfred Allié und Gabriele Kempf-Allié, Diogenes Verlag, Zürich 2007, ISBN 978-3-257-23733-7.)
- Show Of Hands. Washington Square Press, New York 2009 (dt. Hand aufs Herz. Diogenes, Zürich 2009, ISBN 978-3-257-24058-0.)
- In the Absence of Heroes. 2012 (dt. Ganz normale Helden. Diogenes Verlag, Zürich 2012, ISBN 978-3-257-24271-3.)
- Funny Girl. (dt. Funny Girl. Übersetzt von Manfred Allié und Gabriele Kempf-Allié. Diogenes Verlag, Zürich 2014, ISBN 978-3-257-06892-4.)[12][13]
- Brilliance. (dt. Licht. Diogenes Verlag, Zürich 2017, ISBN 978-3-257-06994-5.)
- American Letters. (dt. Jack. Diogenes Verlag, Zürich 2018, ISBN 978-3-257-06856-6.)
- Going Zero. 2023 (dt. Going Zero. Diogenes Verlag, Zürich 2023, ISBN 978-3-257-07192-4.)

### Sachbücher
- Darkest Hour: How Churchill Brought Us Back from the Brink (dt. Die dunkelste Stunde: Churchill – Als England am Abgrund stand, Ullstein Verlag, 2018, ISBN 978-3-548-37772-8.)
- The Pope: Francis, Benedict, and the Decision That Shook the World (dt. Die zwei Päpste: Franziskus und Benedikt und die Entscheidung, die alles veränderte, Diogenes Verlag, Zürich 2019, ISBN 978-3-257-07050-7.)

## Auszeichnungen
- 2001: "Molière du meilleur spectacle comique" für Ladies Night
- 2008: Auswahlliste zum Deutschen Jugendliteraturpreis mit dem Jugendbuch Superhero
- 2015: British Academy Awards (BAFTA) in den Kategorien "bester britischer Film" und "bestes adaptiertes Drehbuch" für Die Entdeckung der Unendlichkeit
- 2015: Oscar-Nominierung in den Kategorien "bester Film" und "bestes adaptiertes Drehbuch" für Die Entdeckung der Unendlichkeit
- 2018: Oscar-Nominierung in der Kategorie "bester Film" für Die dunkelste Stunde